# Vivasvat

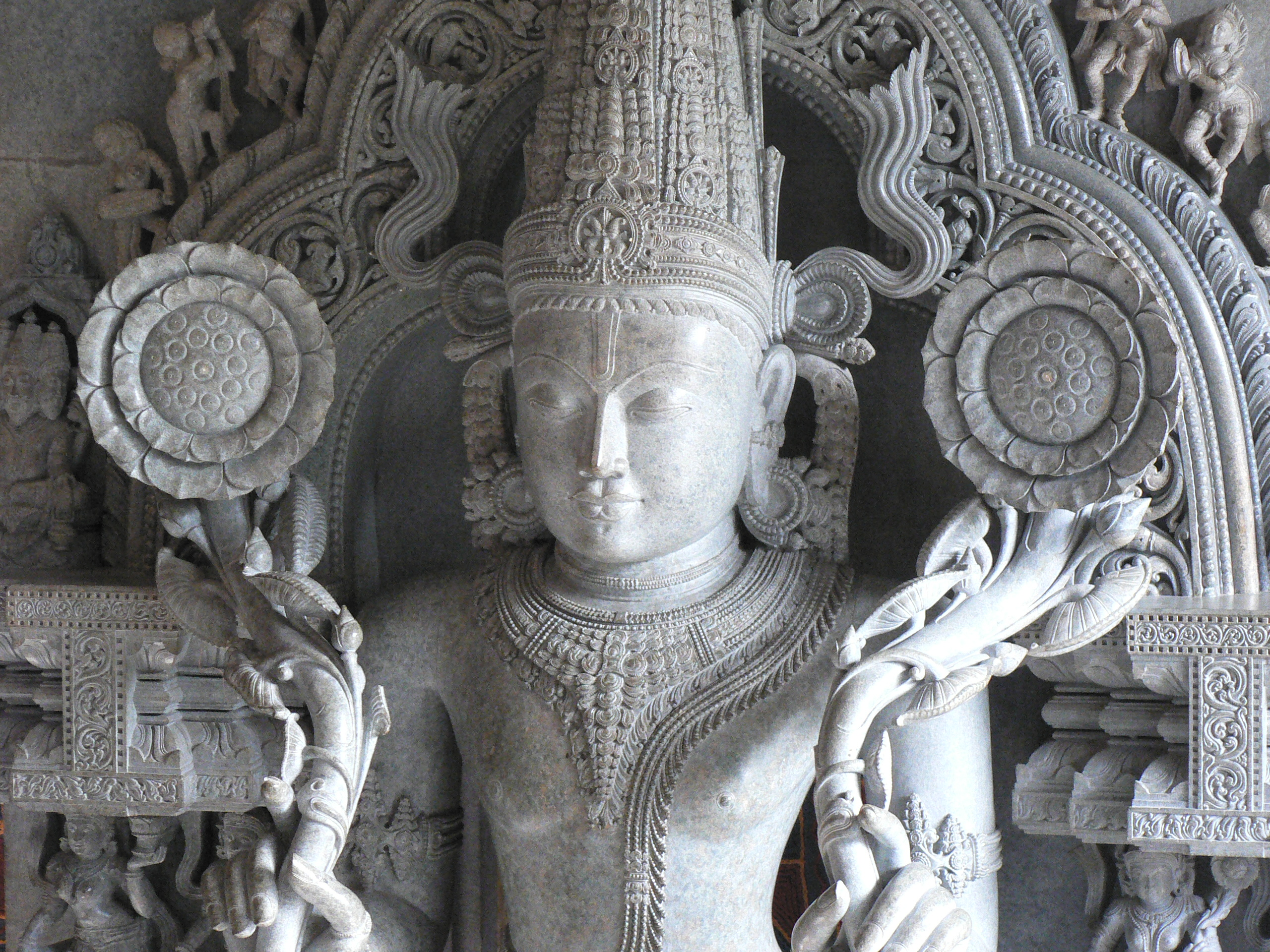
Vivasvat

Divinité hindoue du Rig Veda, père des Ashvins, du dieu Yama et de Manu, Vivasvat (ou Vivasvan, Vivasvant) est un dieu de lumière ou du soleil levant. 
D'après certains spécialistes, il ne doit pas être considéré comme une divinité mais seulement comme l'ancêtre des êtres humains. Vivasvat est identifié à Sûrya.

## Cosmogonie
Vivasvat, celui « qui répand sa lumière » que les commentateurs indiens ont indentifié au Soleil, mais que le Rig-Véda présente implicitement comme un mortel, épouse la fille de Tvașțar, Saranyû « coureuse », une ancienne Aurore. Ils ont des jumeaux Yama et Yami. Mais, une fausse Saranyû est fabriquée, soit par les dieux ou par la vraie Saranyû. Cette dernière s'enfuit sous la forme d'une jument et Vivasvat s'unit aux deux. De la Saranyû, jument, naissent les Ashvins, dieux proches des hommes, de la fausse Saranyû, Manu, le premier homme.
Par delà Tvașțar, Vivasvat représente Dyau, dieu du Ciel lumineux et le père des dieux. La légende reflète une ancienne cosmogonie comportant l'apparition des dieux représentés par les deux plus importants corps célestes, la lune Yama et le soleil Yami, dont Yama a repoussé les avances, raison pour laquelle on ne les voit que rarement ensemble dans le ciel, puis celle des Ashvins, intermédiaires entre les dieux et les hommes, un des deux jumeaux étant mortel, et enfin celle de l'homme.
Saranyû-Aurore se refuse à Vivasvat car elle s'est rendu compte entre-temps que celui n'est que l'une des multiples formes de son père Tvașțar; Feu divin et ancien Ciel diurne.

## Vesta et Vivasvat
Le comparatiste Georges Dumézil a rapproché le personnage indo-iranien *Vivásvant de Vesta la déesse romaine du foyer. *Vivásvant, en Inde, est dit « le huitième Āditya », donc le Soleil, et en Iran, « le premier sacrifiant », expression ambiguë qui l'a fait passer, à tort, pour un homme, car les dieux sacrifient eux aussi. Il établit un rapprochement entre le mythe védique de Saranyû et une version que donne Plutarque dans la Vie de Romulus de la naissance de Romulus et Rémus, jumeaux semi-divins, et la substitution d'une servante à sa maîtresse en vue de la procréation.
Dans la plupart des autres versions, Vesta n'apparaît pas, la mère (Rhéa, Silvia ou Ilia) est une vestale. Or, la mythologie des vestales reflète une ancienne mythologie de Vesta. Plusieurs auteurs ont néanmoins supposé que dans une forme ancienne de la légende, la mère des jumeaux n'est pas une vestale, mais Vesta, elle-même. 
Les différentes versions de la légende latine de la naissance des jumeaux fondateurs de Rome transposent le mythe cosmogonique dans l'histoire légendaire. Dans la forme première, la mère était une Aurore nommée Vesta, forme issue de la racine indo-européenne *H2ews- / H2wes- « briller » comme les autres noms de l'aurore (lat. Aurora) et comme *Vivásvant.